# Фернанду Шалана
Ферна́нду Алби́ну ди Со́за Ша́лана (на португалски: Fernando Albino de Sousa Chalana) е бивш португалски футболист, полузащитник и треньор.
Ражда се в Барейру и започва да играе при юношите на едноименния отбор. На 7 март 1996 дебютира за мъжкия отбор на „Бенфика“ в мач срещу „Файрензе“ (3:0). В Лисабонския гранд играе 9 години, в които рита в 263 мача и отбелязва 39 гола. За това време става 5 пъти шампион на Португалия, взима 3 Национални купи и веднъж Суперкупата.
В периода си с „Беленензеш“ играе заедно с Аян Садъков и Борислав Михайлов в отбора.

## Международна кариера
На 17 ноември 1976 година Шалана дебютира в състава на Португалия, в мач от квалификациите за Световното първенство през 1978 Дания, в който побеждава с 1:0. През 1984 г. Шалана е в състава на отбора за Европейското първенство. Там той е лидер на своя отбор, като се отличава в полуфинала срещу бъдещия победител – Франция, в който Фернанду прави две голови подавания на Руй Жордан.
Последният си мач за националния отбор полузащитникът изиграва на 12 ноември 1988 година срещу Швеция, завършил при резултат 0:0.
Изиграва общо 27 мача в които вкарва 2 гола за Португалия.
Умира на 10 август 2022 на 63 годишна възраст.

## Успехи

### Национални
Бенфика
- Лига Сагреш/Примейра лига:
  -  Шампион (6): 1975/76, 1976/77, 1980/81, 1982/83, 1983/84, 1988/89
  -  Вицешампион (6): 1977/78, 1978/79, 1981/82, 1985/86, 1987/88, 1989/90
  -  Бронзов медалист (2): 1979/80, 1984/85
- Купа на Португалия:
  -  Носител (3): 1979/80, 1980/81, 1982/83
  -  Финалист (1): 1989
- Суперкупа на Португалия:
  -  Носител (2): 1980, 1989
  -  Финалист (5): 1981, 1983, 1984, 1986, 1987
- Купа на честта:
  -  Носител (1): 1987/88

 Бордо
- Лига 1:
  -  Шампион (2): 1984/85, 1986/87
  -  Бронзов медал (1): 1985/86
- Купа на Франция:
  -  Носител (2): 1985/86, 1986/87
- Суперкупа на Франция:
  -  Носител (1): 1986

### Международни
- Купа на европейските шампиони:
  -  Финалист (2): 1988, 1990
- Иберийска Купа:
  -  Носител (1): 1984

### Лични
- Футболист на годината на Португалия (2): 1986, 1987
- В 11-те на Европа на Евро 84